# Тагиллаг
Тагиллаг варианты Тагильский ИТЛ, Нижнетагильский ИТЛ или Тагилстрой — исправительно-трудовой лагерь с центром в городе Нижний Тагил Свердловской области.

## История
Нижнетагильский лагерь, Тагиллаг — исправительно-трудовой лагерь Главпромстроя НКВД был организован в ноябре 1941 г.  для строительства второй «сверхлимитной» очереди Ново-Тагильского металлургического и коксохимического заводов и объектов рудничного хозяйства для выпуска продукции для фронта. Лагерь начал действовать 27 января 1942 года и функционировал вплоть до 29 апреля 1953 года.
С момента открытия подчинён ГУЛПС (Главное управление лагерей промышленного строительства), 24 апреля 1946 года перешёл в подчинение УИТЛК УМВД по Свердловской области, 27 февраля 1953 года перешёл в ГУЛАГ МВД в составе УИТЛК УМВД по Свердловской области и за несколько недель до закрытия, а именно 2 апреля 1953 года, переподчинён ГУЛАГ Министерства юстиции.
В 1942-1945 годах через этот ИТЛ прошло 95 765 заключённых и 7 249 трудмобилизованных немцев, всего 103 014 чел. Умерло в этот период 630 трудармейцев (9,7%  от общего числа за 4 года), 19 101 заключённый (20%), демобилизовано по инвалидности 8,4%, демобилизовано без указания причин 3%, арестовано 5,1%, отсутствуют данные на 9,1%. Эти данные практически не отличаются от данных по другим соседним ИТЛ (Богословлаг и  БМК-ЧМС), а в целом процент смертности за 1941—1946 гг. для заключенных составляет 5,15%, трудмобилизованных — 17,3%. "Более высокий процент смертности трудармейцев здесь объясняется тем, что в самый тяжелый период существования ИТЛ заключённых в нем было значительно меньше, чем трудмобилизованных", -- указывает исследователь В.М. Кириллов.

## Структура
Начиная создавать лагерь на голом месте, руководство Главпромстроя НКВД руками рабочих создало разветвлённое многоотраслевое хозяйство, которое включало следующие подразделения:
- строительные;
- лесозаготовительные (9-й и 14-й участки),
- сельскохозяйственные для снабжения рабочих овощами и мясом;
- оздоровительные (посёлок Черноисточинск);
- больничные;
- погрузочный и железнодорожный участки.

С 15 апреля 1943 года в состав Тагиллага включен в качестве лаготделения реорганизованный Черноисточинский лагерь для инвалидов и слабосильных. (Его численность в этот момент 1542 заключённых). 
6 сентября 1944 года в подчинение начальнику Тагиллага М. М. Царевскому был передан лагерь 153 для военнопленных.

## Численность
| Дата          | численность | Дата          | численность |
| ------------- | ----------- | ------------- | ----------- |
| 1 апреля 1942 | 24 025      | 1 января 1947 | 16 329      |
| 1 января 1943 | 43 423      | 1 января 1951 | 20 005      |
| 1 января 1944 | 25 712      | 1 января 1952 | 18 945      |
| 1 января 1945 | 17 003      | 1 марта 1953  | 17 875      |

За 1942 год из 24 025 умерло 10 630 заключённых или 44,2 %.
Доля женщин среди заключенных возрастала от 12,3 % (5378 чел.) в
1943, к 25,4 % (5085) — в 1951, до 26,3 % (4711 чел.) — в 1953 году.
Доля осуждённых за так называемые контр-революционные преступления (ст. 58 УК РСФСР) среди заключенных возросла с 17,8 % (7719 чел.) в 1943 до 24,4 % (4876) в 1951 и снова вернулась к 17,8 % (3187 чел.) в 1953 году.

## Начальники

Письмо потомкам узников Тагиллага

- Рапопорт Я. Д., ст. майор ГБ (генерал-майор инженерно-технической службы) с 27 января 1942 по 17 апреля 1943.
- Царевский М. М., генерал-майор инженерно-технической службы, с 17 апреля 1943 — не ранее 14 декабря 1944 .
- Шварц Э. Е., полковник, с  24 апреля 1946  – не ранее 1.10.1951.
- Левенок В. И., подполковник, с 09.11.1951  — ?

## Послание потомкам заключённых Тагиллага
В марте 2005 года при ремонте здания Нижнетагильского театра на одном из перекрытий было обнаружено послание строителей-заключённых потомкам — металлическая плакетка с текстом. На куске кровельного железа красно-коричневым лаком был написан текст: 
Эта надпись замурована 15 марта 1954 года не под гром оркестров и шум толпы, но она расскажет потомству, что этот театр построен не силами комсомольских бригад, как об этом будут утверждать летописи, а создан на крови и костях заключенных — рабов XX столетия. Привет грядущему поколению, и пусть ваша жизнь и ваша эпоха не знает рабства и унижения человека человеком.
С приветом заключенные И. А. Кожин, В. Г. Шарипов, Ю. Н. Нигматулин